# قلعه دزدور مزوش
بقایای قلعه دزدور مزوش مربوط به دوران‌های تاریخی پیش از اسلام است و در شهرستان دلیجان، بخش مرکزی، روستای مزوش واقع شده و این اثر در تاریخ ۱۰ دی ۱۳۸۱ با شمارهٔ ثبت ۶۹۸۰ به‌عنوان یکی از آثار ملی ایران به ثبت رسیده است.